# Hennessy
Pour les articles homonymes, voir Hennessy (homonymie).
 (mai 2020).
Si vous disposez d'ouvrages ou d'articles de référence ou si vous connaissez des sites web de qualité traitant du thème abordé ici, merci de compléter l'article en donnant les références utiles à sa vérifiabilité et en les liant à la section « Notes et références ».
 (juillet 2024).
Améliorez-le ou discutez des points à vérifier. 
Jas Hennessy & Co., communément appelé simplement Hennessy, est une entreprise de cognac dont le siège social est situé à Cognac, en France. La Maison a été fondée en 1765 par l'officier militaire irlandais Richard Hennessy et est actuellement le plus grand producteur et exportateur de cognac au monde, avec plus de 100 millions de bouteilles par an.
Hennessy fait partie d'un des plus grands conglomérats de marques de luxe au monde, LVMH - Moët Hennessy Louis Vuitton.

## Histoire

### Naissance de Hennessy
Richard Hennessy naît en 1724 dans le comté de Cork, dans une famille de la gentry irlandaise catholique[source insuffisante] qui entretenait un réseau commercial avec le continent par le port d'Ostende (Belgique). Officier au service du roi Louis XV de France, il découvre la région de la Charente en 1745 peu après la bataille de Fontenoy (à laquelle il ne participe pas). En 1765, il donne son nom de famille à l'entreprise Hennessy. En 1813, son fils Jacques y apposera son prénom pour donner à la Maison le nom qu’elle porte encore aujourd’hui : « Jas Hennessy & Co ».
En plus de deux siècles, huit générations de la famille Hennessy se sont succédé, y compris les derniers chefs de famille Maurice Hennessy, décédé en 1990 et  Kilian Hennessy, décédé en 2010.
Plusieurs membres de la famille entreront en politique pour occuper des mandats électifs de député ou sénateur de la Charente aux XIXe et XXe siècles. Jean Hennessy (1874-1944) notamment fut député, ministre de l'Agriculture, candidat à la présidence de la République et ambassadeur en Suisse. Son frère aîné James (1867-1945) fut aussi député puis sénateur.

### L’expansion à l’international
Après les États-Unis où les premiers fûts sont expédiés en 1794, les cognacs Hennessy sont exportés aux Indes (1819), en Russie (1818), au Brésil (1869), en Australie (1852), en Chine (1859), au Japon (1866) et au Zanzibar (1891). En 1860, un quart des cognacs mondiaux portent le nom de Hennessy[source insuffisante].

### Hennessy de nos jours
Hennessy bénéficie du dynamisme de l’après-guerre et déploie son activité au fil des années en gagnant des parts de marché sur les maisons concurrentes. En 1971, elle se rapproche des champagnes Moët & Chandon pour fonder le groupe Moët Hennessy qui est introduit en Bourse sous l'impulsion d'Alain Chevalier, absorbe les Parfums Christian Dior puis s’allie à Louis Vuitton en 1987, donnant naissance au groupe LVMH,  aujourd’hui premier groupe de luxe mondial.  

## Lieux emblématiques

### Château de Bagnolet
Construit en 1810 à quelques kilomètres de Cognac, le château de Bagnolet est une demeure au bord de la Charente dont le style et la blancheur évoquent à la fois l’Italie et la Louisiane. Auguste Hennessy en fit l’acquisition en 1841 à la demande de son épouse, née Irène d'Anthès. En 1963, un arrière-petit-fils d’Auguste, Francis Hennessy, sans descendance, cède le domaine à la société Hennessy. Le château devient alors lieu de réception de la Maison Hennessy qui y accueille ses invités de prestige et des personnalités de tous horizons.

### Chai du Fondateur
Acquis en 1774, il abrite une partie des eaux-de-vie les plus anciennes de l'entreprise. Pas une eau-de-vie n’y est âgée de moins de cinquante ans et les eaux-de-vie centenaires y sont nombreuses. Une fois à leur apogée, les eaux-de-vie sommeillent dans les dames-jeannes, ces larges bonbonnes de verre cerclées d’osier qui préservent intactes toutes leurs qualités. Les cognacs les plus prestigieux en sont extraits. La plus âgée d’entre elles date de 1800.

### Distillerie du Peu
Propriété de la Maison depuis 1947, la distillerie du Peu est l’une des plus vastes distilleries de la région. Elle témoigne d’un procédé original en usage depuis le XVIe siècle. Une dizaine d’alambics en cuivre transforment le vin en eaux-de-vie destinées à composer les cognacs Hennessy.

### Tonnellerie de la Sarrazine
Située à Cognac, la tonnellerie de Sarrazine a pour principales missions la fabrication, l’entretien et la réparation des barriques destinées à accueillir les eaux-de-vie de l'entreprise Hennessy. Entièrement réalisés à la main, la fabrication et l’entretien des barriques nécessitent un savoir-faire que la tonnellerie perpétue depuis plus de 250 ans. La Sarrazine est l’une des dernières tonnelleries à pratiquer aujourd’hui ce savoir-faire, grâce à des outils traditionnels soigneusement entretenus et conservés depuis plusieurs générations.

## Collection des cognacs Hennessy

### Hennessy Very Special
En 1865, Maurice Hennessy, l'arrière-petit-fils du fondateur Richard Hennessy, a créé un système de classification des étoiles pour distinguer la qualité du Cognac. Le Cognac 3 étoiles de Hennessy est devenu Hennessy « Very Special » (ou VS). Il est le résultat d'un assemblage d'eaux-de-vie vieillies pendant au moins deux ans, ce qui en fait le « plus jeune » cognac Hennessy. C'est paradoxalement le cognac Hennessy le plus populaire chez les consommateurs aux États-Unis.

### Hennessy V.S.O.P
Le nom V.S.O.P provient d'une commande spéciale passée par le futur roi George IV d'Angleterre en 1817. Il a demandé un « Very Special Old Pale » à la maison Hennessy, dont le premier envoi a été effectué en 1818. Il s'agit d'un mélange de 60 eaux de vie différentes dont la plus âgée a 15 ans et la plus jeune entre 4 et 5 ans.

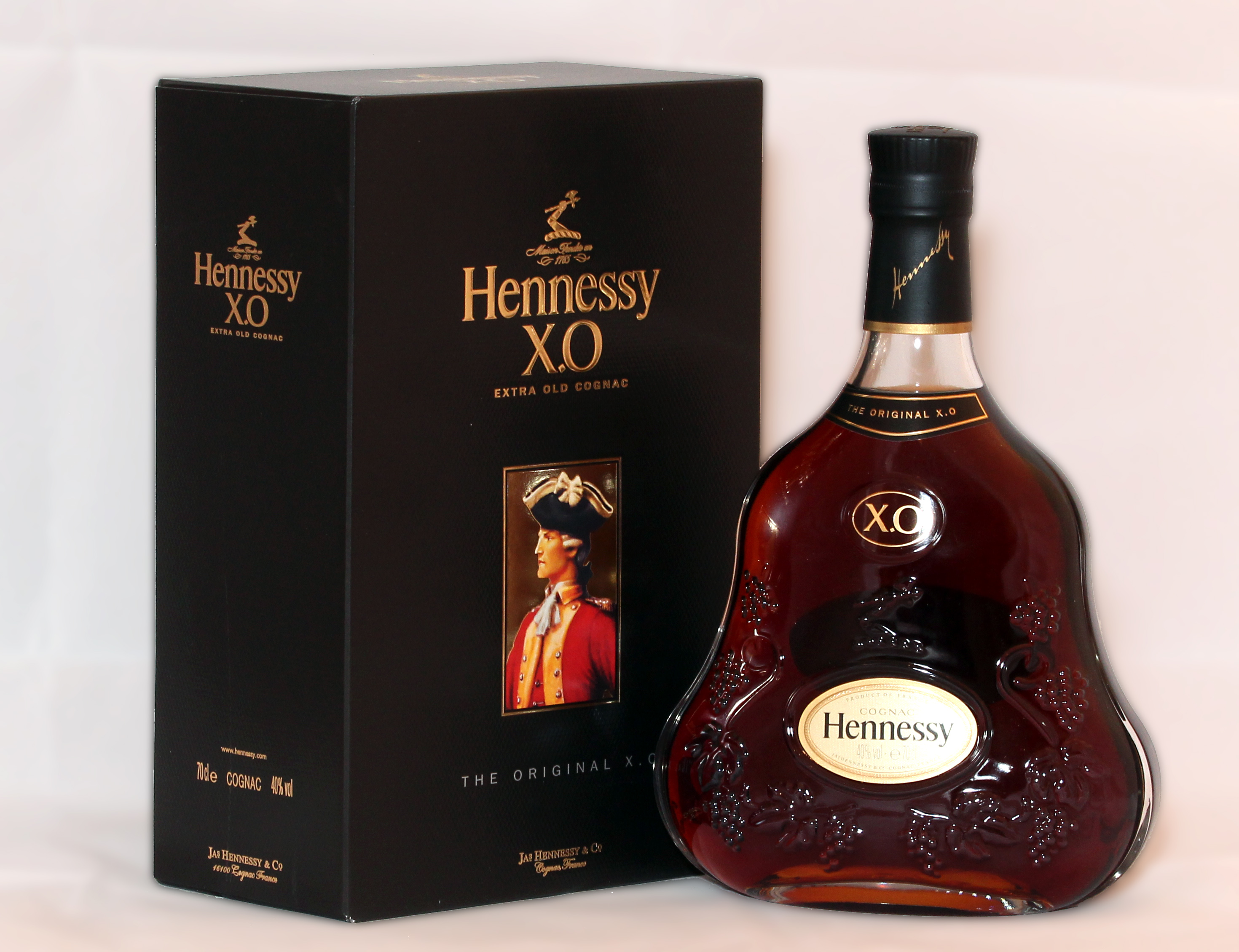

### Hennessy X.O
Le Hennessy X.O a été créé sous l'impulsion de Maurice Hennessy (1834 † 1905) en 1870 pour sa dégustation personnelle et celle de son cercle d'intimes. Le nom de X.O lui est donné pour le caractère « Extra Old » des eaux-de-vie qui le composent.
La qualité X.O apparaît pour la première fois dans les livres de Hennessy en 1870. Le dépôt au Greffe du Tribunal de commerce de Cognac date de la même année. X.O sera commercialisé et expédié en Irlande dès 1870 puis en Chine, à Shanghai, en 1872.
Hennessy X.O, l’original de la famille « Extra Old », sera relancé en 1947 dans la carafe à pampres dessinée par Gérald de Geoffre de Chabrignac, arrière-petit-fils de Maurice Hennessy.

## Hennessy et les cocktails
Dès 1806, le cognac était largement utilisé en cocktail et en long drink par les meilleurs barmen pour son caractère aromatique et raffiné. L’épidémie de phylloxéra qui a décimé le vignoble charentais à la fin du XIXe siècle, alliée aux effets restrictifs de la prohibition ont fait du cognac un produit consommé de manière plus parcimonieuse après 1900.[réf. nécessaire]
Hennessy développe des recettes dont certaines adaptées aux particularités des différents pays. Ainsi en 1937 aux États-Unis à Washington on préfèrera boire un Stinger cocktail à base de Hennessy étoiles et de sirop de menthe alors qu’à New York à la même époque on boira un Brandy Sour. En Afrique et dans les pays d’Amérique latine, le Hennessy and Soda ou le Hennessy and Water sont les cocktails les plus appréciés[réf. souhaitée].
La mode du cocktail réapparaît dans les années 1970. Hennessy crée le « Lutteur III » en hommage au cheval de James Hennessy (1867-1945) vainqueur du Grand National de Liverpool, le « Highball » en souvenir de la grande époque du Mexique, le « Prince de Galles » célébrant des liens privilégiés avec la famille royale britannique ou le « Charente Maritime » du nom du futur grand bateau ailé d’Isabelle Autissier[réf. souhaitée].

## Sociétés écrans
La famille des descendants crée en 2000 deux sociétés : l'une détenait les actifs d’un fonds d’investissement dans les nouvelles technologies, la seconde permettant l’administration du fonds. En octobre 2001, le fonds a distribué 2,75 millions de dollars aux actionnaires – soit 50 % des actifs du fonds – dont 99 % ont été versés à Richard Hennessy.